# Uromunna phillipi
Uromunna phillipi là một loài chân đều trong họ Munnidae. Loài này được Poore miêu tả khoa học năm 1984.